# I’m with You (album)
I’m with You – dziesiąty studyjny album Red Hot Chili Peppers, a zarazem pierwszy z nowym gitarzystą Joshem Klinghofferem. Światowa premiera odbyła się 29 sierpnia 2011, dzień wcześniej niż zapowiadano. Pierwszy singiel pod tytułem The Adventures of Rain Dance Maggie ukazał się 15 lipca, trzy dni przed planowanym terminem.
22 sierpnia od 21:00 polskiego czasu na oficjalnej stronie Red Hot Chili Peppers dostępny był stream wszystkich utworów z albumu. W sklepie iTunes Store także umożliwiono darmowy odsłuch utworów.
W Polsce album uzyskał status platynowej płyty.

## Lista utworów
1. „Monarchy of Roses” – 4:12
2. „Factory of Faith” – 4:20
3. „Brendan's Death Song” – 5:38
4. „Ethiopia” – 3:50
5. „Annie Wants a Baby” – 3:40
6. „Look Around” – 3:28
7. „The Adventures of Rain Dance Maggie” – 4:42
8. „Did I Let You Know” – 4:21
9. „Goodbye Hooray” – 3:52
10. „Happiness Loves Company” – 3:34
11. „Police Station” – 5:35
12. „Even You Brutus?” – 4:01
13. „Meet Me at the Corner” – 4:21
14. „Dance, Dance, Dance” – 3:45

## Notowania
| Kraj/Region | Pozycja | Status | Sprzedaż |
| ----------- | ------- | ------ | -------- |
| Węgry       | 1       |        |          |